# دوغلاس دي سي-2
دوغلاس دي سي - 2 (بالإنجليزية: Douglas DC-2)‏، هي إحدى الطائرات التجارية التابعة لشركة دوغلاس وهي طائرة ثنائية المحرك، انطلقت في عام 1934 وكانت تتنافس مع بوينغ 247. أنتجت دوغلاس في عام 1935 نسخة أكبر سمتها دي سي-3 والتي أصبحت واحدة من أنجح الطائرات في التاريخ.

## الأصل
دوغلاس دي سي - 2، هي نتيجة حرب تجارية بين شركتا طيران أمريكيتين، وهما يونايتد إيرلاينز، و ترنس وورلد إيرلاينز (TWA). أول استعمال لطراز طائرة بوينغ 247 ثنائية المحرك كان غير متوفر لدى شركة (TWA)، وطالبت بطائرة ثلاثية المحرك أحسن من نوع فورد تري موتور عقب حادث التحطم التابع لرحلة الطيران TWA 599، بسبب تخلخل الهيكل الخشبي من طراز فوكر أف 10 ثلاثية المحرك.

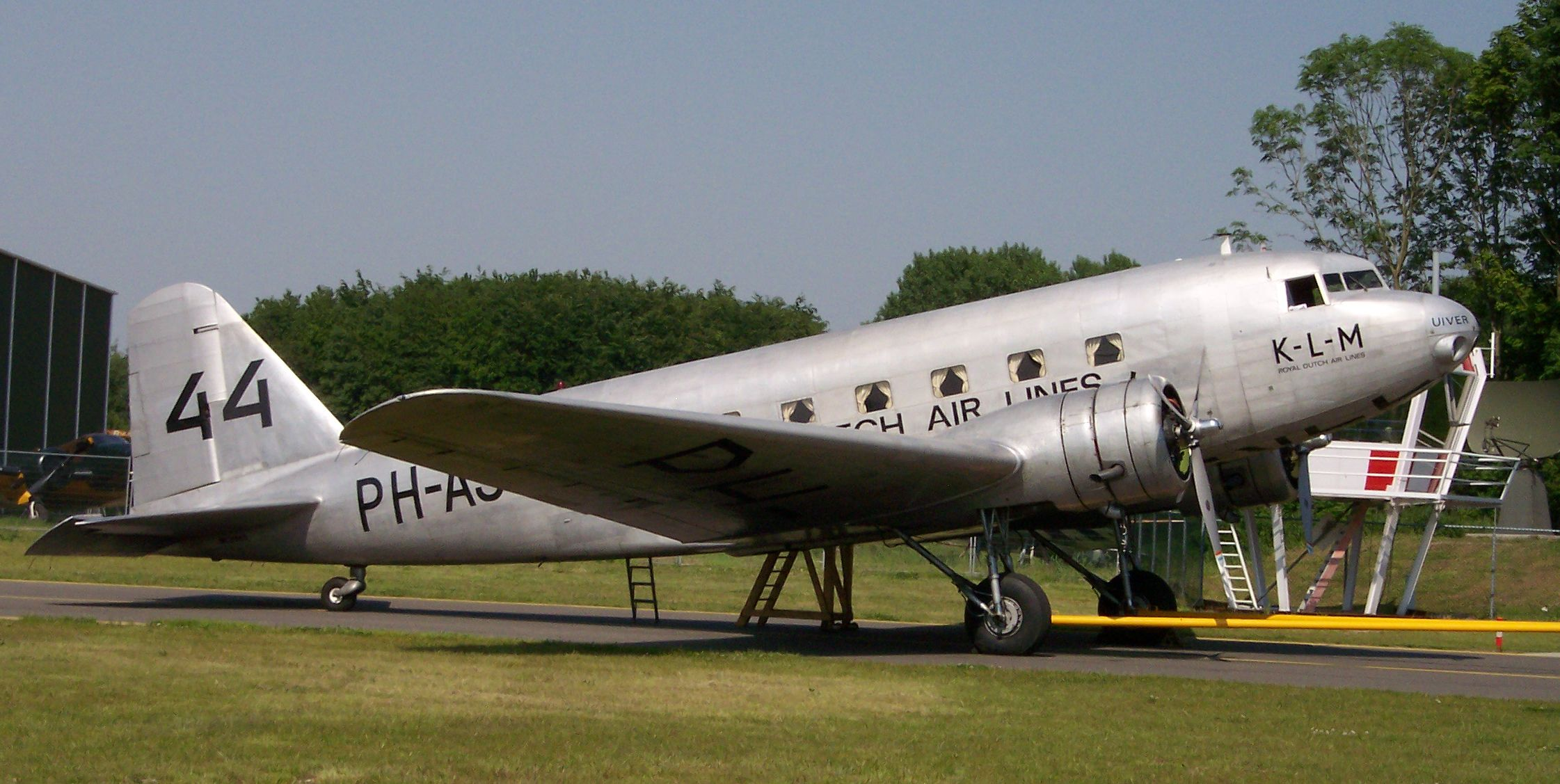
دوغلاس دي سي - 2 تابعة للخطوط الجوية الملكية الهولندية

## دي سي - 1
وأخيرا، اقترحت شركة دوغلاس طائرة ثنائية المحرك، وتم توقيع عقد في 30 سبتمبر 1932. وكانت أول رحلة في غرة يوليو 1933، ويمكن أن تحمل 14 راكبا في مقصورة فسيحة أكثر من منافستها، تجاوزت دي سي - 1 جميع الطلبات فيما عدا طلب واحد من قبل شركة (TWA) والتي طالبت بطائرة ثلاثية المحرك بينما دوغلاس صنعت طائرة ثنائية المحرك. تسلمتها شركة (TWA) في سبتمبر وكلفت بتطوير هذا النموذج حتى عوضت بـدوغلاس دي سي - 2.

## دي سي - 2
حلقت لأول مرة في 11 مايو في عام 1934، واستعملتها شركة (TWA) للرحلة الفاصلة بين نيويورك ولوس أنجلس واستغرقت الرحلة 18 ساعة.
وقد حققت دي سي - 2 نجاحا كبيرا في أوروبا وصنعت أكثر من 200 نسخة والتي لم تتوقف في الصنع إلا عند إنتاج دوغلاس دي سي - 3 وكان ذلك عام 1936 واعتبر هذا المشروع في حد ذاته نجاحا باهرا. لا يوجد سوى نسخة واحدة من دي سي - 2 لا تزال تستعمل من أجل القيام بالرحلات القصيرة، وتوجد في متحف الطيران آفيودروم وهو مكرس في المقام الأول لحفظ تاريخ الطيران المدني ويقع في مدينة لاليستاد في هولندا.

## الخصائص
- باع الجناح:25.91 م.
- مساحة الجناح: 940 م².
- الطول: 18.90 م.
- الارتفاع: 4.96 م.
- المحركات: محركان من صنع شركة رايت.
- الوزن عند الإقلاع: 8165 كغم.
- الوزن فارغة: 5650 كغم.
- الوزن عند الشحن: 8420 كغم.
- السرعة: 273 كم/س.
- الارتفاع في الجو: 7200 م.
- المسافة: 1930 كم.
- الأفراد: 2-3 من الطاقم/14 من الركاب.

## نسخ عسكرية
- إكس - سي 32: 16 مكانا، تم صنع نسخة واحدة، وتستخدم من مركز القيادة.
- سي 32 - آي: 24 دي سي - 2.
- سي - 33: نسخة تحتوي على باب للشحن، 18 نسخة تم صنعها.
- سي - 34: نسخة لنقل الشخصيات البارزة.
- سي - 38: نسخة من نموذج سي 39، نسخة واحدة تم صنعها.
- سي - 39: هي نسخة من دي سي 2 مع دمج عدة عناصر من دي سي 3، مع محركات رايت آر-1820، 35 نسخة تم صنعها.
- دوغلاس آر دي - 2: نسخة للنقل تم صنعها خصيصا لبحرية الولايات المتحدة.

## المشغلون

### مشغلو النسخة المدنية
جمهورية الصين
- شركة الصين الوطنية للطيران.

 تشيكوسلوفاكيا
- الخطوط الجوية التشيكية.

 فنلندا
- الطيران الفنلندي.

- لوفتهانزا

 اليابان
- اليابان للنقل الجوي.

 ماندشوكو
- الخطوط الجوية المانشورية.

 المكسيك
- المكسيكية للطيران.

 هولندا
- الخطوط الجوية الملكية الهولندية. وطلبت 18 طائرة.

 بولندا
- الخطوط الجوية البولندية.

 الجمهورية الإسبانية
- الخطوط الجوية البريدية الإسبانية. وطلبت 5 طائرات.

 سويسرا
- سويسرا للطيران.

 الولايات المتحدة
- الخطوط الجوية الأمريكية، استخدمت دي سي - 2 في رحلاتها بين نيويورك ولوس أنجلس.[1]
- الخطوط الجوية الشرقية، طالبت بـ 14 طائرة وتستعملها في جهة الساحل الشرقي.
- الخطوط الجوية للبلدان الأمريكية، طالبت بـ 16 طائرة واستعملتها في منطقتي الكاراييبي وأمريكا الجنوبية.
- الخطوط الجوية عبر العالم (TWD).

### مشغلو النسخة العسكرية
أستراليا
- القوات الجوية الملكية الأسترالية.

 فنلندا
- القوات الجوية الفنلندية.

- القوات الجوية الألمانية.

 اليابان
- الخدمات الجوية للجيش الإمبراطوري الياباني.

 الجمهورية الإسبانية
- القوات الجوية الأسبانية، وطالبت 5 طائرات دي سي - 2 من الخطوط الجوية الإسبانية البريدية.

 المملكة المتحدة
- سلاح الجو الملكي.

 الولايات المتحدة
- فيلق الجيش الجوي الأمريكي.
- جيش القوات الجوية الأمريكية.
- قوات مشاة البحرية الأمريكية.
- بحرية الولايات المتحدة.

## وصلات خارجية
- مقالة حول دي سي - 2.
- الذكرى المئوية للطيران لكل من دي سي - 1 و 2.
- دي سي - 2.
- صور لدي سي - 2.
- صور أخرى لدي سي - 2.